# Narciarstwo alpejskie na Zimowych Igrzyskach Azjatyckich 1990
Narciarstwo alpejskie na Zimowych Igrzyskach Azjatyckich w 1990 rozgrywane było w japońskim mieście Sapporo. Rozegrane zostały cztery konkurencje – po dwie dla kobiet i mężczyzn.

## Medaliści
| Konkurencja            | Złoto            | Srebro           | Brąz               |
| ---------------------- | ---------------- | ---------------- | ------------------ |
| Slalom gigant mężczyzn | Kiminobu Kimura  | Toshinobu Awano  | Takuji Kamibayashi |
| Slalom mężczyzn        | Keiji Oshigiri   | Hideto Ito       | Hur Seung-wook     |
| Slalom gigant kobiet   | Sachiko Yamamoto | Okazaki Waka     | Sachie Yoshida     |
| Slalom kobiet          | Waka Okazaki     | Sachiko Yamamoto | Makiko Ito         |